# ABA Liga 2007-08
La ABA Liga 2007-08 fue la séptima edición de la ABA Liga, competición que reunió a 14 equipos de Serbia, Croacia, Eslovenia, Montenegro y Bosnia Herzegovina. El campeón fue, por segunda ocasión consecutiva, el equipo serbio del KK Partizan. La competición incorporó una eliminatoria previa a la final four.

## Equipos participantes
| Serbia               | 5 |                     |               |                                         |
| Serbia               | 5 | Partizan            | Belgrade      | Pionir Hall (8,150)                     |
| Serbia               | 5 | Hemofarm STADA      | Vršac         | Millennium Center (5,000)               |
| Serbia               | 5 | Crvena zvezda       | Belgrade      | Pionir Hall (8,150)                     |
| Serbia               | 5 | FMP Železnik        | Belgrade      | Železnik Hall (3,000)                   |
| Serbia               | 5 | Vojvodina Srbijagas | Novi Sad      | SPC Vojvodina (8000)                    |
| Croacia              | 4 |                     |               |                                         |
| Croacia              | 4 | Cibona              | Zagreb        | Dražen Petrović Basketball Hall (5,400) |
| Croacia              | 4 | Zadar               | Zadar         | Jazine (3,000)                          |
| Croacia              | 4 | Zagreb CO           | Zagreb        | Trnsko (2,000)                          |
| Croacia              | 4 | Split CO            | Split         | Arena Gripe (6,000)                     |
| Eslovenia            | 3 |                     |               |                                         |
| Eslovenia            | 3 | Union Olimpija      | Ljubljana     | Hala Tivoli (6,000)                     |
| Eslovenia            | 3 | Helios              | Domžale       | Dvorana Komunalnega centra (2,180)      |
| Eslovenia            | 3 | Geoplin Slovan      | Ljubljana     | Kodeljevo Hall (3,080)                  |
| Bosnia y Herzegovina | 1 |                     |               |                                         |
| Bosnia y Herzegovina | 1 | Široki Prima pivo   | Široki Brijeg | "Pecara" (4,500)                        |
| Montenegro           | 1 |                     |               |                                         |
| Montenegro           | 1 | Budućnost           | Podgorica     | Morača Sports Center (4,570)            |

## Temporada regular

### Clasificación
|     | Equipo              | Pos | G  | P  | PF   | PC   | Dif  | Pts. |
| --- | ------------------- | --- | -- | -- | ---- | ---- | ---- | ---- |
| 1.  | Partizan Igokea     | 26  | 24 | 2  | 2119 | 1855 | +264 | 50   |
| 2.  | Zadar               | 26  | 18 | 8  | 2080 | 2001 | +79  | 44   |
| 3.  | Hemofarm STADA      | 26  | 16 | 10 | 2063 | 1986 | +77  | 42   |
| 4.  | Crvena zvezda       | 26  | 16 | 10 | 2275 | 2212 | +63  | 42   |
| 5.  | Union Olimpija      | 26  | 15 | 11 | 2071 | 1961 | +110 | 41   |
| 6.  | Budućnost           | 26  | 15 | 11 | 2099 | 2014 | +85  | 41   |
| 7.  | FMP Železnik        | 26  | 15 | 11 | 2147 | 2083 | +64  | 41   |
| 8.  | Cibona              | 26  | 15 | 11 | 2117 | 2103 | +14  | 41   |
| 9.  | Vojvodina Srbijagas | 26  | 12 | 14 | 1971 | 1991 | -20  | 38   |
| 10. | Split CO            | 26  | 11 | 15 | 2018 | 2069 | -51  | 37   |
| 11. | Zagreb CO           | 26  | 7  | 19 | 2043 | 2167 | -124 | 33   |
| 12. | Široki Prima pivo   | 26  | 7  | 19 | 1949 | 2080 | -131 | 33   |
| 13. | Helios              | 26  | 6  | 20 | 1986 | 2127 | -141 | 32   |
| 14. | Geoplin Slovan      | 26  | 5  | 21 | 1907 | 2196 | -289 | 31   |

|  | Clasificados para Playoffs        |
|  | No disputa la siguiente temporada |

## Playoffs
| Equipo #1       | Res.  | Equipo #2      | 1er part.    | 2º part.     | 3er part.* |
| --------------- | ----- | -------------- | ------------ | ------------ | ---------- |
| Partizan Igokea | 2 - 0 | Cibona         | 90 - 80      | 100 - 93     | –          |
| Zadar           | 2 - 1 | FMP Železnik   | 95 - 91 (ot) | 94 - 99 (ot) | 74 - 73    |
| Hemofarm STADA  | 2 - 1 | Budućnost      | 87 - 71      | 55 - 64      | 75 - 69    |
| Crvena zvezda   | 1 - 2 | Union Olimpija | 93 - 87      | 60 - 88      | 74 - 97    |

* si fuera necesario

## Final four
Partidos jugados en el Hala Tivoli de Ljubljana
|  | Semifinales  | Semifinales     | Semifinales  |                |    | Final           | Final       | Final       |  |
|  | 25 de abril. | 25 de abril.    | 25 de abril. |                |    | 26de abril.     | 26de abril. | 26de abril. |  |
|  |              |                 |              |                |    |                 |             |             |  |
|  |              |                 |              |                |    |                 |             |             |  |
|  | 1            | Partizan Igokea | 94           |                |    |                 |             |             |  |
|  | 1            | Partizan Igokea | 94           |                |    |                 |             |             |  |
|  | 5            | Union Olimpija  | 90           |                |    |                 |             |             |  |
|  | 5            | Union Olimpija  | 90           |                | 1  | Partizan Igokea | 69          |             |  |
|  |              |                 |              |                | 1  | Partizan Igokea | 69          |             |  |
|  |              |                 | 3            | Hemofarm STADA | 51 |                 |             |             |  |
|  | 2            | Zadar           | 3            | Hemofarm STADA | 51 | 72              |             |             |  |
|  | 2            | Zadar           |              |                |    | 72              |             |             |  |
|  | 3            | Hemofarm STADA  | 81           |                |    |                 |             |             |  |
|  | 3            | Hemofarm STADA  | 81           |                |    |                 |             |             |  |
|  |              |                 |              |                |    |                 |             |             |  |

### Semifinales

#### Partizan vs. Union Olimpija
| 25 de abril | Partizan                                                | 94–90                                 | Union Olimpija                          | |  |
| 20:45 CET   | Parciales: 25-22, 16-23, 27-16, 26-29                   | Parciales: 25-22, 16-23, 27-16, 26-29 | Parciales: 25-22, 16-23, 27-16, 26-29   | |  |
|             | Estadísticas Peković 31 Veličković 6 Palacio , Kecman 3 | Reporte Pts Reb Asts                  | Estadísticas Bailey 24 Zupan 7 Bailey 3 | Pabellón: Hala Tivoli, Ljubljana Asistencia: 5,500 espectadores Árbitros: Muhvić (CRO), Dožai (CRO), Radović (CRO) |  |

#### Zadar vs. Hemofarm STADA
| 25 de abril | Zadar                                      | 72–81                                 | Hemofarm STADA                                               | |  |
| 18:15 CET   | Parciales: 24-21, 16-21, 22-20, 10-19      | Parciales: 24-21, 16-21, 22-20, 10-19 | Parciales: 24-21, 16-21, 22-20, 10-19                        | |  |
|             | Estadísticas Johnson 19 Štimac 15 Brewer 4 | Reporte Pts Reb Asts                  | Estadísticas Pavković, Joksimović 13 Joksimović 8 Pavković 7 | Pabellón: Hala Tivoli, Ljubljana Asistencia: 3,000 espectadores Árbitros: Šutulović (MNE), Obradović (BIH), Boltauzer (SLO) |  |

### Final
| 26 de abril | Partizan                                     | 69–51                                 | Hemofarm STADA                                   | |  |
| 20:45 CET   | Parciales: 18-15, 22-12, 19-11, 10-13        | Parciales: 18-15, 22-12, 19-11, 10-13 | Parciales: 18-15, 22-12, 19-11, 10-13            | |  |
|             | Estadísticas Peković, 22 Peković 7 Palacio 3 | Reporte Pts Reb Asts                  | Estadísticas Marković 11 Marjanović 7 Pavković 3 | Pabellón: Hala Tivoli, Ljubljana Asistencia: 2,000 espectadores Árbitros: Belošević (SRB), Pukl (SLO), Šutulović (MNE) |  |

| Campeón de la Liga ABA 2007–08 |
| ------------------------------ |
| Partizan 2º título             |

## Líderes estadísticos
Al término de la temporada regular.

### Valoración
| Pos | Nombre             | Equipo        | Partidos | Valoración | PIR   |
| --- | ------------------ | ------------- | -------- | ---------- | ----- |
| 1.  | Tadija Dragićević  | Crvena zvezda | 614      | 28         | 21,93 |
| 2.  | Omar Cook          | Crvena zvezda | 600      | 29         | 20,69 |
| 3.  | Nikola Peković     | Partizan      | 565      | 28         | 20,18 |
| 4.  | Jakov Vladović     | Zagreb        | 492      | 25         | 19,68 |
| 5.  | Vladimir Golubović | Vojvodina     | 474      | 26         | 18,23 |

### Puntos
| Pos | Nombre            | Equipo        | Games | Puntos | PPP   |
| --- | ----------------- | ------------- | ----- | ------ | ----- |
| 1.  | Tadija Dragićević | Crvena zvezda | 573   | 28     | 20,46 |
| 2.  | Marlon Garnett    | Split         | 460   | 24     | 19,17 |
| 3.  | Jakov Vladović    | Zagreb        | 448   | 25     | 17,92 |
| 4.  | Omar Cook         | Crvena zvezda | 479   | 29     | 16,52 |
| 5.  | Robert Troha      | Helios        | 388   | 25     | 15,52 |

### Rebotes
| Pos | Nombre             | Equipo    | Partidos | Rebotes | RPP  |
| --- | ------------------ | --------- | -------- | ------- | ---- |
| 1.  | Vladimir Golubović | Vojvodina | 227      | 26      | 8,73 |
| 2.  | Ante Tomić         | Zagreb    | 186      | 26      | 7,15 |
| 3.  | Todor Gečevski     | Zadar     | 211      | 30      | 7,03 |
| 4.  | Andrija Stipanović | Split     | 179      | 26      | 6,88 |
| 5.  | Dejan Ivanov       | Split     | 161      | 25      | 6,44 |

### Asistencias
| Pos | Nombre         | Equipo        | Partidos | Asistencias | APP  |
| --- | -------------- | ------------- | -------- | ----------- | ---- |
| 1.  | Omar Cook      | Crvena zvezda | 188      | 29          | 6,48 |
| 2.  | Anthony Akins  | Split         | 149      | 25          | 5,96 |
| 3.  | Jakov Vladović | Zagreb        | 110      | 25          | 4,40 |
| 4.  | Milton Palacio | Partizan      | 109      | 28          | 3,89 |
| 5.  | Corey Brewer   | Zadar         | 108      | 30          | 3,60 |

Fuente: ABA League Individual Statistics 